# 發車音樂
發車音樂是鐵路車站為提醒乘客列車將要發車，取代電鈴的音樂及其系統。
發車音樂的起源有多種說法，有說法認為從1970年代開始，由日本一些大手私鐵公司最早使用（1971年8月，京阪電氣鐵道開始率先使用）。而有些則是列車靠近車站時也會有提示音樂（由車站月臺播放的稱為進站音樂，而由列車內播放的稱為到站提示音）。

## 各地的发车音乐

### JR旅客各社

#### 北海道旅客鐵道（JR北海道）
北海道旅客鐵道自1990年左右開始在函館本線函館車站使用『出發之鐘』作为发车音乐，於白天的特急「北斗」號、「超級北斗」號、「初雁」號、快速「海峽」號發車時使用。不過1997～2002年的3～10月時快速「海峽」號曾一度改為「哆啦A夢海底列車」，當時的發車音樂也改為『哆啦A夢之歌』。

#### 東日本旅客鐵道（JR東日本）
東日本旅客鐵道（JR東日本）是現時最多採用發車音樂的鐵道公司，現時JR東日本大部分線區均有使用發車音樂。
在國鐵時代，1970年代後半開始使用電子音化的電鈴（類似「biro-biro-biro-biro」的聲音）提示發車，但未能獲得好評。因此在1988年，於千葉車站取消了發車電鈴，並組建了由女性職員為主導的計劃，請來知名的音響機器及樂器廠商雅馬哈（山葉公司）製作新的發車音樂廣播系統，1989年3月11日開始在新宿車站和澀谷車站導入。當時使用的是鋼琴及鈴、豎琴等樂器的音色，使用能讓人冷靜的氣氛的音樂作為發車音樂（現在這兩個車站已更換其他音樂來使用）。1990年代初期，由於發車音樂得到好評，其他車站也開始導入。
1990年代後期開始，以蒲田車站的「蒲田行進曲」、高田馬場車站及新座車站的「鐵腕阿童木」（原子小金剛）主題曲等為代表，越來越多的車站使用與該車站有關係的樂曲、或者邀請車站所在地出身的音樂家作曲作為發車音樂。此類由地元作曲家作曲的發車音樂多見於東北地區，特別是水戶支社和仙台支社管轄車站，例如仙台車站在來線和新幹線於1989年導入由仙台市出身的作曲家榊原光裕所編曲的發車音樂（2016年車站放送系統更新後兩款音樂停用）；另外JR東日本亦於2009年於福島車站新幹線月台導入由福島市出身作樂家古关裕而所作曲的，慶祝古関裕而誕生100週年紀念。JR東日本亦把地方傳統節慶音樂或舞曲引入發車音樂，例如新青森站的「ねぶた囃子」（青森ねぶた祭）和山形站的「花笠音頭」（山形花笠まつり）。
另外JR東日本亦有引入部份知名作曲家所作的音樂，例如宗次郎系列。宗次郎系列的使用逐漸因為版權問題和車站系統更新已被廢止，例如關東地區最後使用宗次郎系列的車站是上越線高崎問屋町車站（「清流」），但是2014年4月隨著機器系統更新，「清流」和被廢止。現時只有羽越本線鶴岡車站的入線音樂仍然繼續使用宗次郎系列的「清流」。另外「清流」和曾經被用作西日本旅客鐵道廣島支社部分車站的入線音樂，現時經已廢止。
2010年7月之後的約1個月期間，新橋車站的發車音樂曾一度改為，這是JR東日本首次通過發車音樂為企業提供廣告服務。澀谷站也曾使用可口可樂的廣告曲「Open Happiness」作為發車音樂。另外為配合東京迪士尼樂園，京葉線舞濱站發車音樂主題大多與迪士尼有關，例如「Zip-A-Dee-Doo-Dah」（常设）、「It's a small world（世界真細小）」（常设）、「魔法の鍵〜The Dream Goes On」、「Let it go」和「Happiness Is Here」。
目前JR東日本區域大部份車站在来線月台和部分車站的新幹線月台都從過去的發車電鈴改為發車音樂（除了本來就沒有發車電鈴的車站），仍然使用發車電鈴的在来線月台已是少數，如山手線的新大久保車站。另外，也有類似長野支社管轄車站本來使用發車音樂的車站因廣播設施更新而改用電鈴的情況。JR東日本各支社中最後導入發車音樂的是新潟支社，2013年9月1日起於越後線白山站開始使用。
在列車上應用方面，E129系、E233系、E531系、E721系及EV-E301系的預設車外上下車催促提示錄音載有JR東日本各線區常用、由Toyo Media Links製作的發車音樂；E129系的上下車促進音彌補了新潟支社車站發車音樂設置率過低的不足，而E233系預載的上下車促進音有時更加會被JR東日本以外直通線區的列車車掌使用，出現在JR東海（3000番台）、東京地下鐵及小田急電鐵（2000番台）也能夠聽到JR 東日本標準的發車音樂的有趣現象。值得一提，東北、北海道、山形、秋田新幹線的E2系、E3系、E5、H5系、E6系車內使用的報站提示音樂（TR11）前身亦都是一發車音樂（常磐1番，曾於北千住車站使用）。

#### 西日本旅客鐵道（JR西日本）
現時JR西日本有於北陸本線和北陸新幹線使用發車音樂，其中金澤站、高岡站、糸魚川站和北陸新幹線JR西日本所屬的所有車站的發車音樂更特別選用地方歌謠，或邀請當地的作曲家為發車音樂作曲及編曲，例如出生於金澤市的知名音樂製作人中田康貴（中田ヤスタカ）為金澤站的新幹線月台發車音樂譜曲。另外，大阪環狀線曾經引入發車音樂，但被指延長停車時間，因此曾經在2003年至2014年間被廢除；但於2014年上半年起，JR西日本近畿統括本部於大阪環狀線四個主要車站重新導入發車音樂以作測試；2015年3月22日起，配合JR西日本對大阪環狀線的升級改善工程，大阪環狀線所有車站重新使用新的發車音樂。
相比起JR東日本，JR西日本反而大量採用入線音樂，即是當列車進站時或者列車將通過不停靠時會響起音樂作為提示或警告。現時JR西日本主要路線及主要車站均設有入線音樂。

#### 九州旅客鐵道（JR九州）
九州旅客鐵道於2011年九州新幹線全線開通之時，開始於博多車站以外的新幹線車站導入由作曲家向谷實作曲的發車音樂，當中熊本車站和鹿兒島中央車站的發車音樂（和車內音樂）更取材自地方特色節日。向谷實為九州新幹線所創作的車內音樂和發車音樂更成為九州新幹線的一大特色。

### 臺灣鐵路公司
臺鐵目前仍然使用傳統發車鈴，未導入發車音樂，僅有使用中途站和終點站2版到站提示音。最早由台鐵EMU700型電聯車開始使用，由於到站提示音過於吵雜且有版權疑慮（播音系統承包商直接使用JR東日本的發車鈴聲作為到站提示音，且JR東日本很在意其發車音樂版權），之後陸續更新為自製的到站提示音，並且沿用至後續新引進和改造的列車。

### 臺灣高鐵
臺灣高鐵於通車時即開始使用發車音樂，為相同的上下行音階重複10次（除了高鐵南港站以外，其他各站均使用淡入版本）。
高鐵列車上亦設有到站提示音，早期與車內廣播提示音相同，2016年7月高鐵南港站通車後採用新版提示音。不過新版提示音的音色較尖銳且音調偏高導致過於刺耳（整體頻率正好位於等響曲線最敏感的範圍附近），因此僅使用一個月即進行音色調整並降低音調。
2022年4月，臺灣高鐵與寶島隨身聽合作，推出期間限定的車內廣播提示音和到站提示音，其由布農族傳統歌謠改編而成。

### 臺北捷運
臺北捷運各車站均使用制式化鳥鳴聲作為離站警示音，不過曾經有意見認為原本的鳥鳴聲太過尖銳，而在中和線的頂溪至南勢角間4站試辦過發車音樂，但後續並未推廣至其他車站，且已經於2015年推行的臺北捷運聲音地景計畫中將發車音樂取消，並恢復成鳥鳴聲。不過也在該計畫中導入轉乘站和終點站2版到站提示音，以及屬於各路線的進站音樂（列車抵達終點站時不播放進站音樂，淡水信義線為避免音樂影響到附近住戶，僅在民權西路以南的地下化路段播放，同月台平行轉乘站的中正紀念堂、古亭、東門、西門4站為避免音樂互相干擾而不播放，文湖線大部份為高架化路段而未使用，中和新蘆線則是被認為旋律靈異而縮減至僅在大橋頭以西的部分車站和松江南京站播放）。

### 高雄捷運
高雄捷運於紅線通車初期原本使用制式化電鈴音效，之后配合橘線通車，方導入進站與發車音樂，之後又推出紅、橘線第2代發車音樂（其中紅線僅於左營站以南的地下化路段使用）。
在高雄捷運與十鼓擊樂團合作推出“1站1發車音樂”計劃之后，目前全系統所有車站（環狀輕軌車站除外）均已使用獨一無二之特色發車音樂。初期發車音樂僅保留岡山高醫站使用，紅線第2代發車音樂僅保留凹子底站使用，橘線第2代發車音樂僅保留苓雅運動園區站使用，另外美麗島站的紅、橘兩線發車音樂不同。
2016年，高雄捷運與日本江之島電鐵共同推出一系列联谊活動，江之電特別授權高雄捷運於高雄國際機場站使用江之電藤澤站版本的進站音樂《好きです江ノ電》（喜歡江之電）作为發車音樂；同年7月中旬至月底，該音樂亦成为全系統各車站的進站音樂，並加入日文進站廣播。

### 桃園機場捷運
桃園機場捷運於通車初期並未設置任何提示音樂，之後在2019年8月導入進站和發車音樂，且進站音樂會隨著節慶（例如聖誕節、春節等）而播放不同的變奏版本。

### 臺中捷運
臺中捷運於系統測試期間曾經使用過發車音樂，但試營運開始改為與臺北捷運相同的鳥鳴聲，在2022年12月導入期間限定的進站音樂和到站提示音（僅於轉乘站使用），之後推出上下行方向2版進站音樂，2023年10月再變更為所有車站均有其獨特的進站音樂，並且重新導入發車音樂（與試營運期間使用的版本不同）。

### 中国国家铁路集团
中国铁路的部分车站会使用发车音乐，常见曲目包括《祝你幸福》、《欢迎进行曲》等。
北京西站在列车驶出时会播放魏群作曲的《祝你快乐》；上海站在普速列车发车前会播放民乐《喜洋洋》；南宁铁路局的普速列车在从始发站开出后，车厢内会播放《大地飞歌》。